# کاوسیانگ
کاوسیانگ (به لاتین: Kaohsiung County) یک county در تایوان بود.